# Institut für internationales und ausländisches Privatrecht der Universität zu Köln
Das Institut für internationales und ausländisches Privatrecht der Universität zu Köln ist eine wissenschaftliche Einrichtung der Universität zu Köln, die Forschung und Lehre im Bereich des ausländischen und internationalen Privat- und Verfahrensrechts sowie der Rechtsvergleichung betreibt. Es wird gegenwärtig von Heinz-Peter Mansel geleitet und gibt insbesondere die Reihe IPG – Gutachten zum internationalen und ausländischen Privatrecht heraus, in der auslandsrechtliche Gerichtsgutachten deutscher Universitäts- und Max-Planck-Institute veröffentlicht werden. Zudem beherbergt das Institut die Schriftleitung der Zeitschrift Praxis des Internationalen Privat- und Verfahrensrechts (IPRax).

## Geschichte
Das Institut ging 1950 aus der auslandsrechtlichen Abteilung des Instituts für Arbeits- und Wirtschaftsrecht hervor; Gerhard Kegel wurde am 1. Mai 1950 zu seinem ersten Direktor berufen. 1971 wurde Alexander Lüderitz Mitdirektor, 1978 dann alleiniger Direktor des Instituts, bevor die Leitung 1999 auf Heinz-Peter Mansel überging. Zwischen 1970 und 2019 war das Institut im „Rechtshaus“ der Universität zu Köln in der Gottfried-Keller-Str. 2 beheimatet, das auf Initiative von Gerhard Kegel und seinem Kollegen Bodo Börner für die internationalrechtlichen Institute der Universität errichtet worden war. 2019 erfolgte renovierungsbedingt der Umzug in das Haus des internationalen Rechts der Universität zu Köln in Köln-Zollstock.
In den Jahren 2000 bis 2009 war die wissenschaftliche Redaktion des Jahrbuchs für italienisches Recht am Institut angesiedelt, die nunmehr beim Lehrstuhl für Bürgerliches Recht, Internationales Privat- und Verfahrensrecht und Rechtsvergleichung der Universität Konstanz beheimatet ist.

## Forschungsschwerpunkte
Der Schwerpunkt der Arbeit des Instituts liegt auf dem internationalen Privat- und Verfahrensrecht sowie der Rechtsvergleichung. Hinzu treten Fragen ausländischen und europäischen Privatrechts, die auch Gegenstand der gutachterlichen Tätigkeit des Instituts für Gerichte vornehmlich Nordrhein-Westfalens sind. Rechtsvergleichende Schwerpunkte liegen im anglo-amerikanischen Recht, dem Recht der Benelux-Staaten, Frankreichs, Italiens und der Türkei sowie den islamrechtlichen geprägten Rechtsordnungen.
Neben zahlreichen Lehrveranstaltungen werden durch das Institut der von Gerhard Kegel begründete Dozentenaustausch mit der University of California, Berkeley, sowie die deutsch-türkischen Studiengänge (mit den Universitäten Bilgi und Kemerburgaz) und der deutsch-italienische Studiengang (mit der Universität Florenz) der Universität zu Köln betreut.

## Bibliothek
Die Bibliothek des Instituts verfügt über ca. 92.000 Werke und 240 laufend gehaltene Periodika. Sie ist Teil der gemeinsamen Bibliothek des Hauses des internationalen Rechts der Universität zu Köln; diese bietet zugleich Zugang zu umfangreichen völker- und europarechtlichen Sammlungen sowie zu Literatur aus dem Bereich des internationalen Strafrechts. Als Präsenzbibliothek stellt sie ihren Nutzern gegenwärtig 40 Arbeitsplätze und den Zugang zu zahlreichen rechtswissenschaftlichen Datenbanken zur Verfügung.

## Habilitationen
Am Institut sind bisher die folgenden Habilitationen erfolgt.
Unter der Betreuung von Gerhard Kegel:
- Rudolf Wiethölter (1960)
- Alexander Lüderitz (1966)
- Jochen Schröder (1967)
- Hans-Joachim Musielak (1974)
- Klaus Schurig (1980)

Unter der Betreuung von Alexander Lüderitz:
- Haimo Schack (1985)
- Karsten Otte (1996)

Unter der Betreuung von Heinz-Peter Mansel:
- Marc-Philippe Weller (2008)
- Michael Stürner (2009)
- Christine Budzikiewicz (2014)
- Lukas Rademacher (2022)[12]